# Psi1 Aurigae
Psi1 Aurigae (ψ1 Aurigae / 46 Aurigae) es una estrella en la constelación de la Auriga.
Comparte la denominación de Bayer «Psi» con otras nueve estrellas y tiene magnitud aparente +4,97.
Es una estrella muy lejana cuya paralaje medida por Hipparcos (0,82 ± 0,28 milisegundos de arco) es poco fiable.
Un estudio la sitúa a una distancia aproximada de 817 pársecs (2660 años luz) del sistema solar.
Psi1 Aurigae figura catalogada en la base de datos SIMBAD como una supergigante anaranjada de tipo espectral K5, pero recientemente se la ha reclasificado como supergigante roja de tipo M0I.
Tiene una temperatura efectiva entre 3750 y 3984 K y su luminosidad es 63.600 veces superior a la luminosidad solar.
A partir de su diámetro angular —4,9 milisegundos de arco—, se puede estimar su verdadero diámetro.
Considerando que la distancia que nos separa de ella es de 817 pársecs, se puede estimar su diámetro real, siendo su valor aproximado 600 veces más grande que el diámetro solar.
Por otra parte, presenta una metalicidad superior a la solar ([Fe/H] = +0,20).
Es una estrella masiva de 14,4 masas solares, cifra que la sitúa claramente por encima del límite a partir del cual las estrellas finalizan su vida explosionando como supernovas.
Tiene una edad de 12,3 ± 0,4 millones de años.
Psi1 Aurigae puede tener una o dos compañeras estelares de las que nada se sabe.
Su supuesta «variabilidad» puede deberse a la presencia de una compañera estelar cercana.